# 브루스 디킨슨
브루스 디킨슨(영어: Bruce Dickinson, 1958년 8월 7일 ~ )은 영국의 가수, 작곡가, 음악가, 항공사 파일럿, 기업가, 작가, 방송인이다. 헤비 메탈 밴드 아이언 메이든의 리드 싱어로, 폭넓은 오페라 보컬 스타일과 활기찬 무대 존재감으로 유명하다.
노팅엄셔주 워크소프에서 태어난 디킨슨은 1970년대 셰필드 학교와 런던 대학 재학 중 작은 펍 밴드를 선도하는 음악 분야에서 경력을 쌓기 시작했다. 1979년, 그는 뉴 웨이브 오브 브리티시 헤비 메탈 밴드 삼손에 합류했고, 그와 함께 "브루스 브루스"라는 예명으로 약간의 인기를 얻었고, 두 개의 스튜디오 레코드에서 공연을 했다. 1981년 삼손을 떠나 아이언 메이든에 합류하여 폴 디애노를 대체하였으며 1982년 음반 《The Number of the Beast》로 데뷔하였다. 그가 밴드에 처음 재직하는 동안, 그들은 미국과 영국의 플래티넘과 골드 음반을 1980년대에 발행했다.
디킨슨은 1993년 아이언 메이든(블레이즈 베일리로 대체됨)을 그만두고 솔로 활동을 추진했는데, 그는 다양한 헤비 메탈과 록 스타일로 실험을 하는 것을 보았다. 그는 1999년에 기타리스트 아드리안 스미스와 함께 밴드에 다시 합류했고, 그는 후속 스튜디오 음반을 5개 발매했다. 아이언 메이든으로 돌아온 이후 2005년에 한 차례 더 솔로 음반 《Tyranny of Souls》를 발표하였다. 그의 작은 사촌인 롭 디킨슨은 영국의 얼터너티브 록 밴드 캐서린 휠의 리드 싱어였고, 그의 아들 오스틴은 메탈코어 밴드 라이즈 투 레메인을 리드했다.
음악 분야에서의 그의 경력 외에도, 디킨슨은 그의 다양한 다른 활동들로 잘 알려져 있다. 가장 주목할 만한 것은, 그는 아스트라에우스 항공의 상업용 비행사로서 경력을 쌓았고, 이로 인해 아이언 메이든의 개조된 전세 항공기인 에드 포스 원을 세계 투어 중에 사로잡는 등 언론에서 보도된 여러 가지 벤처 사업들이 생겨나게 되었다. 아스트라에우스의 폐쇄에 이어 2012년 자체 항공기 정비와 조종사 훈련 회사를 설립했다. 디킨슨은 2002년~2010년부터 BBC 라디오 6 뮤직에서 자신의 라디오 쇼를 선보였고, 텔레비전 다큐멘터리를 주최하고, 소설과 영화 대본을 집필했으며, 로빈슨 브루어리로 성공적인 맥주를 만들고, 국제적으로 펜싱에서 경쟁했다.

## 어린 시절
폴 브루스 디킨슨은 1958년 8월 7일, 노팅엄셔주 워크소프에서 태어났다. 그의 어머니 소니아는 구두 가게에서 아르바이트를 했고, 그의 아버지 브루스는 영국 육군의 정비공이었다. 그의 출생은 당시 10대였던 젊은 커플을 서둘러 결혼시켰다. 처음에 그는 조부모 밑에서 자랐고, 그의 할아버지는 지역 식민지에서 석탄 얼굴 노동자로 일했고, 할머니는 주부였다. 이것은 그의 음반 《Tattooed Millionaire》의 〈Born In '58〉에서 언급된다. 디킨슨은 그의 부모가 셰필드로 이사하는 동안 워크소프의 맨튼 프라이머리에서 학교를 시작했다. 곧이어 그가 6살이었을 때, 그는 셰필드로 파견되어 마노르 탑에 있는 초등학교를 다녔다. 6개월 후, 그의 부모는 그를 샤로우 베일 주니어라고 불리는 작은 사립 학교로 옮기기로 결정했다. 끊임없는 이동으로 인해, 디킨슨은 인생의 이 시기가 그가 가까운 친구를 사귈 수 없었기 때문에 자립심을 갖도록 가르쳤다고 말한다. 디킨슨에게는 1963년에 태어난 프로 쇼 점프 선수 헬레나 스토먼스가 있다. 그는 어렸을 때 가능한 한 그녀와 격리하려고 했는데, 그녀는 자신과 달리 계획된 임신과 출산이었기 때문에 앙심을 품고 그랬을 것이다.
디킨슨의 첫 번째 음악 경험은 할아버지, 할머니의 앞 방에서 그가 여전히 워크소프에서 그들과 함께 살았을 때인 처비 체커의 〈The Twist〉에 춤을 추는 것이었다. 디킨슨이 소유했던 첫 음반은 비틀즈의 싱글 〈She Loves You〉로, 그는 할아버지를 설득하여 음악에 더욱 관심을 갖게 했다. 그는 아버지 소유의 통기타를 연주하려 했으나 손가락에 물집이 생겼다. 그가 셰필드로 이사했을 때, 디킨슨의 부모는 부동산을 사고, 그것을 새로 단장하고, 이익을 위해 팔아서 상당한 생계를 유지하고 있었다. 그 결과, 디킨슨의 어린 시절 대부분은 그의 부모가 하숙집과 그의 아버지가 중고차를 팔기 시작한 파산한 차고지를 살 때까지 건물 부지에서 살았다. 사업 성공으로 얻은 수입은 당시 13세였던 디킨슨에게 기숙학교 교육을 시킬 기회를 주었고, 그들은 노샘프턴셔주에 있는 퍼블릭 스쿨인 오들을 선택했다. 디킨슨은 여섯 살 때까지 워크소프에서 조부모에 의해 길러진 부모에 대한 "진정한 애착"을 쌓지 않았기 때문에 집을 떠나는 것을 반대하지 않았다.

## 음반 목록

### 아이언 메이든
- The Number of the Beast (1982년)
- Piece of Mind (1983년)
- Powerslave (1984년)
- Somewhere in Time (1986년)
- Seventh Son of a Seventh Son (1988년)
- No Prayer for the Dying (1990년)
- Fear of the Dark (1992년)
- Brave New World (2000년)
- Dance of Death (2003년)
- A Matter of Life and Death (2006년)
- The Final Frontier (2010년)
- The Book of Souls (2015년)
- Senjutsu (2021년)

### 솔로

#### 스튜디오 음반
- Tattooed Millionaire (1990년)
- Balls to Picasso (1994년)
- Skunkworks (1996년)
- Accident of Birth (1997년)
- The Chemical Wedding (1998년)
- Tyranny of Souls (2005년)
- The Mandrake Project (2024년)

#### 라이브 음반
- Alive in Studio A (1995년)
- Scream for Me Brazil (1999년)